# Jalutorovsk
Jalutorovsk (rusky Ялуторовск) je město v Ťumeňské oblast v Rusku. Leží na řece Tobol, přibližně 75 kilometrů od hlavního města oblasti Ťumeň. K roku 2010 zde žilo 36 493 obyvatel.

## Památky
- Sretenský chrám – původně postavený v roce 1837, ukázka sibiřského baroka. Ve 20. letech se zde scházeli komsomolci, v roce 1931 byl chrám odstřelen. V letech 2003-2009 byl znovu postaven u příležitosti 350 let od založení města.[2]

## Osobnosti
- Savva Ivanovič Mamontov – průmyslník, obchodník a mecenáš umění narozený v Jalutorovsku